# Blue Note Jazz Festival
Das Blue Note Jazz Festival ist ein seit 2011 in New York City jährlich im Juni stattfindendes Jazzfestival. Es wird für die  Blue Note Entertainment Group, die auch einen der führenden New Yorker Jazzclubs, das Blue Note betreibt, von Danny Bensusan veranstaltet.
Das Festival findet in den Clubs der Blue Note Group (neben dem Blue Note der B. B. King Blues Club und Highline Ball Room) und anderen Orten wie der Town Hall  und im Central Park statt. Es zieht sich über den ganzen Juni hin.
Das Festival bemühte sich die Lücke im Sommer-Festival-Plan in New York zu füllen, die durch den Wegfall des bis 2007 bestehenden JVC Jazz Festivals und der beiden Fortsetzungen 2009/10 unter dem Sponsor CareFusion entstand. Deutlich wurde das gleich beim ersten Festival, als George Wein mit seinen Newport All Stars auftrat und ein Geburtstags-Tribute-Konzert an Jon Hendricks und eine Ehrung für Jimmy Scott erfolgte, eines der Kennzeichen des JVC Festivals.
2011 traten auf McCoy Tyner, Bill Frisell, Lee Konitz, Patti Austin, Gary Peacock, Joey Baron, Gregory Porter, Hiromi, Medeski, Martin & Wood, Gato Barbieri, Marc Ribot, Jim Hall und Ron Carter, Eric Burdon & The Animals, Chaka Khan, The Manhattan Transfer, Bobby McFerrin und die Yellowjackets, Milton Nascimento, Roberta Flack, Eddie Palmieri, Nancy Wilson,  Chris Botti, Dave Holland  Quintet mit Chris Potter und Robin Eubanks,  Jon Hendricks (90. Geburtstag mit Annie Ross), Madeleine Peyroux, Dave Brubeck, Diane Schuur, George Wein und Newport All Stars, Brian Wilson (Reimagines Gershwin).
2012 traten auf McCoy Tyner, Béla Fleck, Soulive, Buika, Kathleen Battle, Cassandra Wilson, Stanley Clarke/George Duke, Groove Theory, Michel Camilo, Jimmy Scott, Roy Haynes, Jack DeJohnette, Charles Tolliver, Lou Donaldson, Arturo Sandoval, James Carter, Jerry Douglas, Black Thought & Rahzel with Strings.
2013 traten Wayne Shorter mit Quintett auf in der Town Hall mit Terri Lyne Carrington, Geri Allen, Esperanza Spalding und Dave Douglas/Joe Lovano Quintett bei einem Tribute zum 80. Geburtstag von Shorter. Außerdem traten unter anderem auf  Buddy Guy, John McLaughlin und 4th Dimension, McCoy Tyner und Latin All Stars, Gato Barbieri, Kenny Werner Coalition mit Lionel Loueke und Miguel Zenón, Pedrito Martinez, Poncho Sanchez, Willie Colón, Joshua Redman Quartett mit Brad Mehldau und Larry Grenadier und Brian Blade, Chucho Valdés Quintett, Mezzosopranistin Alicia Hall Moran und ihr Motown Project (mit Jason Moran am Klavier), Sadao Watanabe, Bill Payne, Tommy Emmanuel, Amel Larrieux, Wyclef Jean, Bob James und David Sanborn, der Harlem Gospel Choir, Bucky Pizzarelli, die Dizzy Gillespie All Star Big Band, die Rebirth Brass Band und die The Greyboy Allstars (unter anderem mit Gary Bartz als Gast).